# 全国生活指導研究協議会
　全国生活指導研究協議会（ぜんこくせいかつしどうけんきゅうきょうぎかい）とは、生活指導について研究する研究会。主に小・中学校教師と研究者で構成する。
　1959年1月26日「全国生活指導研究者協議会」として結成。同年12月28・29日に東京で開催された第一回全国大会において「全国生活指導研究協議会（略称：全生研）」に改称した。
かつてアントン・マカレンコの集団主義教育の影響を受けた「集団づくり」教育を推進したことでも知られる。当団体が1990年に発行した『新版 学級集団づくり入門』では、
としている。
　「集団づくり」教育については、原武史が『滝山コミューン一九七四』においてその経験をまとめているが、それは全生研の実践を形式的に模倣したものと思われ、全生研の提起する理論・実践の本質をとらえたものではない。
　協議会の中には様々な系統があり、一概にその主義主張をまとめることはできない。
　春田正治が長く代表を務めた。

## 著作・編集書籍
- 全国生活指導研究者協議会編『生活指導の基本問題』明治図書,1959
- 全生研常任委員会編『学級集団づくり入門』明治図書,1963
- 全生研常任委員会編『学級集団づくり入門 第二版』明治図書,1971
- 全生研常任委員会編『新版 学級集団づくり入門（小学校編）』明治図書,1990
- 全生研常任委員会編『新版 学級集団づくり入門（中学校編）』明治図書,1991

- 全生研常任委員会編『全生研大会基調提案集成』明治図書,1974
- 全生研常任委員会編『全生研大会基調提案集成 第二集』明治図書,1983
- 全生研常任委員会編『全生研大会基調提案集成 第三集』同委員会発行,2000

### 機関誌
- 『生活指導』明治図書より月刊。2012年度より高文研より隔月で発行される。

## 関連書籍
- 春田正治『戦後生活指導運動私史』明治図書,1978
- 片岡徳雄『集団主義教育の批判 』黎明書房,1984
- 原武史『滝山コミューン一九七四』講談社,2007 ISBN 978-4-06-213939-7